# 江﨑晴城
江﨑 晴城（えざき はるき、1964年2月13日 - ）は、実業家、洋画家の曽宮一念研究家。藤枝江﨑新聞店代表取締役社長。藤枝商工会議所副会頭（2016年就任）、藤枝市観光協会会長（2017年就任）、藤枝法人会副会長（2021年就任）。

## 経歴
1964年（昭和39年）2月13日、静岡県藤枝市に生まれた。実家は藤枝江﨑新聞店であり、祖父は江崎浮山、父は江崎友次郎である。
1982年（昭和57年）、静岡聖光学院高等学校卒業。桜美林大学中国語学科を中退し、青山学院大学法学部を卒業した。
1987年（昭和62年）には静岡新聞社に入社し、社会部記者、整理部記者、出版局記者を務めた。1992年（平成4年）、曽宮一念の『画家は廃業 98翁生涯を語る』を編集した。
1993年（平成5年）、家業である藤枝江崎新聞店に入社し、藤枝オリコミピーアールを創業した。2008年（平成20年）、藤枝江崎新聞店の代表取締役社長に就任した。

## 役職
- 藤枝商工会議所副会頭
- 藤枝市観光協会会長
- (公社)藤枝法人会副会長
- 静岡県日中友好協会常任理事
- 静岡県日中友好協議会理事
- 藤枝市日中友好協会理事長
- 公益法人蘇峰会評議員
- 学校法人新静岡学園評議員副議長

## 家族
- 祖父 - 江崎浮山
  - 藤枝江﨑新聞店経営者、興行師、併立写真収集家。

- 妻 - 江﨑敦子
  - 米食味鑑定士、お米アドバイザー、水田環境鑑定士、雑穀アドバイザー、日本茶インストラクター。

- 弟 - 江崎マサル（エザキマサル卍）
  - 音楽プロデューサー[2]。